# Васильев, Виктор Николаевич (ботаник)
Ви́ктор Никола́евич Васи́льев (1890—1987) — советский ботаник — флорист и геоботаник, специалист по флоре и растительности Дальнего Востока.

## Биография
Родился 18 октября 1890 года в окрестностях Можайска (деревня Моденово Верейского уезда) Московской губернии в крестьянской семье. В 1910 году, получив аттестат зрелости в Тульской мужской гимназии, поступил на естественное отделение физико-математического факультета Московского университета. В 1914 году арестован за революционную деятельность и сослан в Енисейскую губернию.
С 1920 года работал во Владивостоке сторожем, затем — лесником, с 1921 года занимался сбором растений. С 1922 года преподавал в Сучанском Руднике, в 1925 году — в школе во Владивостоке. Поступил на лесной факультет Дальневосточного государственного университета, окончил его в 1930 году.
Пересылал образцы растений В. Л. Комарову в Ботанический институт. В 1928 году участвовал в экспедиции Переселенческого управления на реку Уссури, в 1929 году — в экспедиции в Малый Хинган. В 1935 году защитил диссертацию кандидата биологических наук в Ботаническом институте. Работа была посвящена растительности Малого Хингана.
В 1936 году В. Н. Васильев ездил в экспедицию наркомзема в Аянский район, в 1938 году — в Ольский район на побережье Охотского моря. В 1939 году защитил диссертацию на соискание степени доктора наук «Флора Охотского побережья и её происхождение».
С 1945 по 1954 год он был профессором физической географии в Ленинградском государственном педагогическом институте. В 1954 году перенёс инфаркт и был вынужден прекратить преподавательскую работу.

## Некоторые публикации
- Васильев, В. Н. Оленьи пастбища Анадырского края // Труды Арктического института. — 1936. — Т. 62. — С. 9—104.
- Васильев, В. Н. Каменная берёза (Betula Ermani Cham. s. l.). Экология и ценология // Ботанический журнал СССР. — 1941. — Т. 26, № 2—3. — С. 172—208.
- Флора СССР. — Т. 13 (роды Desmodium, Lespedeza и Kummerovia). — Т. 14 (род Empetrum). — Т. 15 (род Trapa). — Т. 18 (сем. Oleaceae). — Т. 19 (сем. Polemoniaceae). — Т. 29 (роды Hypochaeris, Achyrophorus, Urospermum, Helminthia, Leontodon, Picris).

## Виды, названные в честь В. Н. Васильева
- Conioselinum victoris Schischk., 1951 ≡ Magadania victoris (Schischk.) Pimenov & Lavrova, 1985
- Claytonia vassilievii Kuzen., 1936 ≡ Montia vassilievii (Kuzen.) McNeill, 1975
- Oxytropis vassilievii Jurtzev, 1986
- †Trapa vassiljevii Kornilova, 1960